# 김진영 (1996년)
김진영(1996년 7월 20일 ~ )은 대한민국의 농구 선수이다. 한국여자프로농구(WKBL) 인천 신한은행 에스버드 소속으로 포지션은 포워드이다.

## 경력
2014년 11월에 열린 2014-2015 WKBL 신입선수 선발회에서 1라운드 전체 2순위로 청주 KB 스타즈에 지명되었다.
2019-20 시즌 중 BNK의 김소담과 트레이드하였다. 트레이드 이후 출전 시간을 평균 25분으로 늘었다.
2020-21 시즌 종료 후 FA 얻었으며 2년 9천만원 재계약을 체결했다.
2021-22 시즌 종료 후 FA 한엄지의 보상으로 신한은행 유니폼을 갈아입게 되었다.
2022-23 시즌 종료 후 FA 얻었으며 3년 2억 4천만원 재계약을 체결했다.